# Amnesia dei caratteri cinesi
L'amnesia dei caratteri cinesi (cinese semplificato: 提笔忘字; cinese tradizionale: 提筆忘字; pinyin: tíbǐ wàngzì; lett. "prendere la penna, dimenticare il carattere") è un fenomeno molto frequente nei paesi dell'Asia orientale dove si usano i caratteri derivati dalla lingua cinese. Essa consiste nel fatto che alcuni parlanti asiatici si dimentichino come scrivere un carattere a loro precedentemente noto. È un fenomeno molto noto in Cina e in Giappone, la cui colpa viene spesso attribuita all'uso sempre più frequente dei metodi di input che ricorrono ai sistemi di romanizzazione. Infatti, la tecnologia moderna dispone di computer e cellulari che permettono di inserire interi caratteri usufruendo solo della trascrizione fonetica, senza quindi ricorrere alla loro forma. Alcuni sostengono che questo fenomeno sia molto diffuso e anche molto preoccupante; tuttavia, tale affermazione è oggetto di dibattiti.

## Storia
La lingua cinese viene scritta con un sistema logografico, pertanto le forme dei caratteri non corrispondono sempre alla loro pronuncia. Un hànzì medio è formato da otto a undici tratti ed è composto da un radicale e da una componente fonetica. Alcuni caratteri potrebbero risultare molto complessi; impararli comporterebbe un elevato sforzo neuromuscolare. Questo significa che, in caso la mente non venga costantemente allenata, essi potrebbero finire per essere dimenticati. Inoltre, degli studi scientifici hanno rivelato che la lettura di un normale testo in italiano, oppure in qualsiasi altra lingua con un sistema non logografico, impegna determinate aree del cervello che non vengono toccate, invece, dalla lettura di un testo in cinese, la quale impegna lobo temporale e frontale.
È difficile stabilire il numero dei caratteri cinesi in uso al giorno d'oggi: l'HSK, un esame di attestazione del livello di competenza del cinese come seconda lingua, contiene oltre 2.600 caratteri differenti, mentre nella lista dei caratteri comuni pubblicata nel 1988 dalla Repubblica Popolare Cinese ce ne sono ben 7.000. Nella lingua giapponese, grazie in parte all'ausilio di due sillabari, i kana, vi sono meno kanji da memorizzare. Il ministero dell'istruzione giapponese impone alle scuole primarie e secondarie l'insegnamento dei 2.136 caratteri comuni, tratti dalla lista dei jōyō kanji.
Sia in Cina che in Giappone i caratteri vengono imparati tramite una memorizzazione meccanica: i bambini di entrambi i paesi riescono a memorizzarli scrivendoli ripetutamente a mano. Poiché i sistemi di input presenti nei computer e nei cellulari sono sempre più comuni, la scrittura dei caratteri a mano sta lentamente cadendo in disuso portando, conseguentemente, al fenomeno dell'amnesia dei caratteri. Coloro che sono affetti da tale fenomeno sono ancora capaci di leggere testi scritti in cinese o giapponese, dato che, visualmente, sono in grado di riconoscere i caratteri, anche quelli complessi della loro lingua. Tuttavia, essi non sono più in grado di scriverli senza l'ausilio di dispositivi elettronici.

## Il cambiamento nella scrittura dei caratteri cinesi

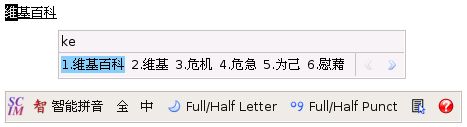
Il metodo SCIM, utilizzato per inserire i caratteri cinesi su un computer

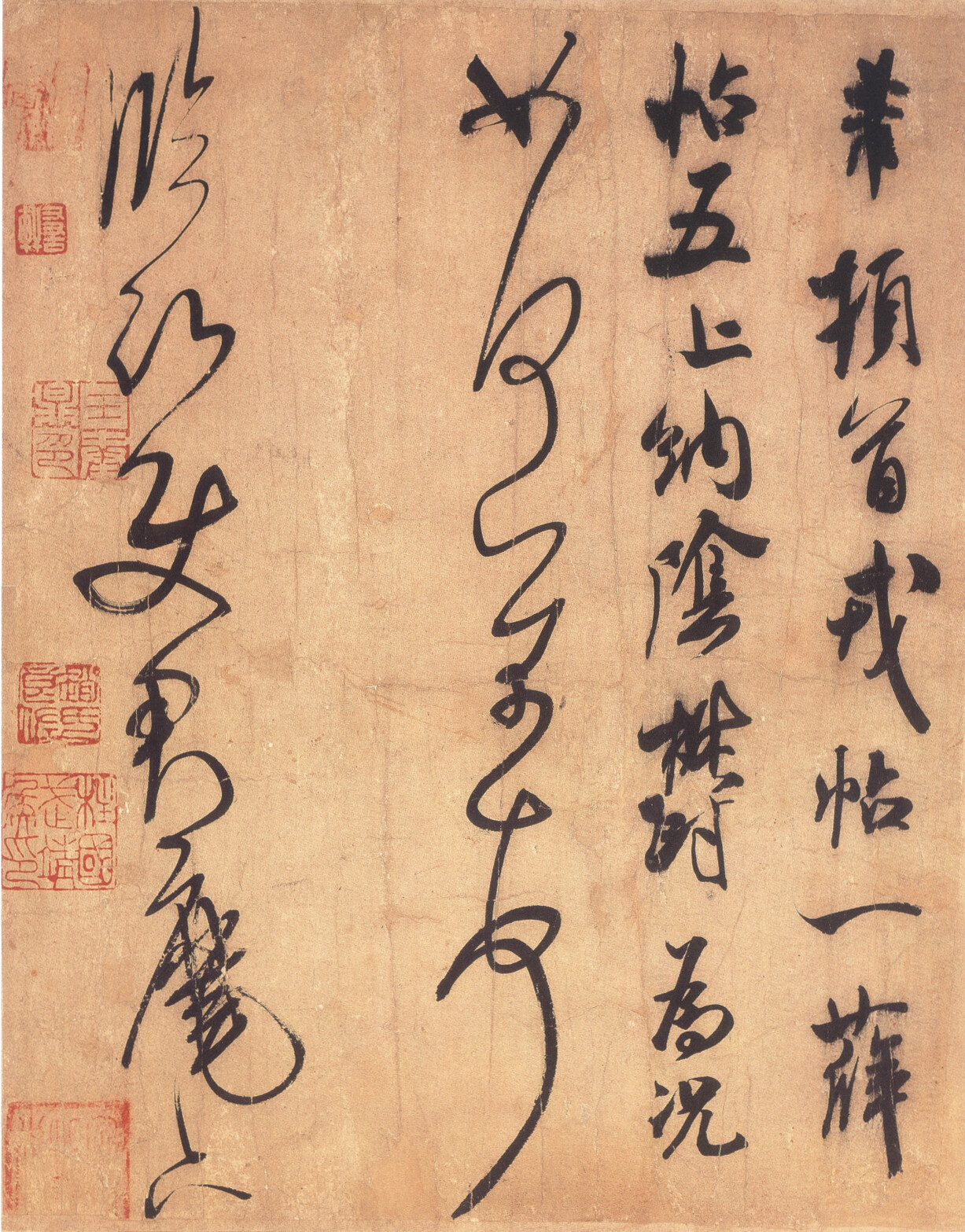
Lettera scritta a mano con inchiostro e pennello da Mi Fei, XI secolo

Fino al XX secolo, la scrittura dei caratteri cinesi richiedeva un pennello e dell'inchiostro. Nei primi anni del XX secolo, quando la penna è diventata il nuovo strumento di scrittura in Cina e in Giappone, i detrattori di tale nuovo metodo per scrivere hanno iniziato a lamentarsi del fatto che la penna tolga tutta l'espressività che si poteva esprimere con il pennello tradizionale. Tuttavia, la calligrafia è ancora un'arte fiorente nei paesi dell'Asia orientale.
Negli anni '80 le macchine da scrivere elettroniche e, più tardi, anche i computer, diventano un nuovo metodo di scrivere la lingua cinese e giapponese. Con l'avvento del World Wide Web nel 1991 e la conseguente diffusione delle e-mail, delle chat online e dei forum, i netizen hanno iniziato a comunicare quotidianamente in cinese e giapponese usando il computer. Al giorno d'oggi il numero dei computer è aumentato drasticamente, così come l'uso degli SMS, soprattutto fra i giovani. Ciò significa che una grande parte del popolazione si serve dei sistemi di input e non è più abituata a scrivere a mano quotidianamente. Nel 2010, un sondaggio di Dayang Net ha rivelato che il 43% dei partecipanti ammette di scrivere a mano solo per completare questionari e per firmare dei documenti.
Alcuni sistemi di input sono basati sull'aspetto del carattere, e non sulla sua pronuncia. Il cãngjié è un esempio di un popolare metodo di input cinese basato sulla forma del carattere. Tuttavia, i sistemi basati sulla pronuncia dei simboli sono molto più usati, poiché non richiedono la conoscenza dell'aspetto del carattere e sono anche più intuitivi da utilizzare. In Cina oltre il 97% della popolazione che possiede un computer scrive i testi con un sistema di inserimento fonetico.
La difficoltà nel ricordare i caratteri complessi e l'aumento progressivo dei metodi di input hanno contribuito a creare tale fenomeno di dimenticanza. In Giappone si è cercato di diminuire il numero dei caratteri da ricordare, rimuovendo negli anni '80 quelli troppo complessi oppure caduti in disuso. Inoltre, il numero dei simboli presenti in un sistema di input è largamente maggiore rispetto a quelli che una persona è in grado di ricordare. Mentre alcuni considerano i metodi di input come la causa principale del fenomeno dell'amnesia dei caratteri, in Giappone essi hanno contribuito a fermare il declino dei kanji.

## Evidenza dell'amnesia da caratteri
Vi sono abbondanti prove che confermano l'evidenza dell'amnesia da caratteri, ma pochi studi scientifici si sono soffermati su tale fenomeno. Tuttavia esistono alcuni sondaggi che dimostrano l'impatto dell'introduzione dei sistemi di input fonetici sulla fascia più giovane della popolazione sia cinese che giapponese: durante l'aprile del 2010 un sondaggio di China Youth Daily ha scoperto che tra i 2.072 partecipanti, l'83% ha ammesso di avere difficoltà con i caratteri. Un sondaggio simile condotto da Dayang Net ha stabilito che l'80% dei partecipanti pensa di aver dimenticato un numero non trascurabile di caratteri. Nel 2008, il ministero dell'istruzione della Repubblica Popolare Cinese ha analizzato le opinioni di 3.000 insegnanti di cinese: il 60% di essi si è lamentato per via del continuo declino dei caratteri cinesi. Un altro esempio è quello riscontrato in un programma televisivo sulla scrittura trasmesso dalla CCTV, in cui solo il 30% dei partecipanti è riuscito a scrivere la parola "rospo" in cinese (癞蛤蟆, làiháma).
Come in Cina, anche in Giappone il fenomeno è causato dalla diffusione della videoscrittura. Il 23 settembre 1985 un articolo della Asahi Shinbun ha rivelato che molti studenti hanno difficoltà a ricordare kanji anche piuttosto semplici in seguito all'introduzione dell'elaboratore di testi nell'università di Isehara. Il termine giapponese wāpurobaka (ワープロ馬鹿, letteralmente "idiota di videoscrittura") descrive una persona la cui calligrafia ha subito un notevole deterioramento per via del crescente utilizzo dei metodi di inserimento.

## Soluzioni
In Cina, il ministero dell'istruzione ha cercato di risolvere il problema promuovendo lezioni di calligrafia cinese tradizionale, previste anche per gli studenti più giovani. Tali corsi sono da frequentare almeno una volta alla settimana. Esistono anche dei corsi opzionali extrascolastici, riservati agli studenti più grandi.